# Морозовськ (аеродром)
Морозовськ — військовий аеродром в Ростовській області РФ. Розташований за 3 км на південний захід від Морозовська. На аеродромі базується 559-й гвардійський бомбардувальний авіаційний полк 1-ї гвардійської змішаної авіаційної дивізії ВПС РФ (в/ч 75392 Міністерства оборони РФ). Також на летовищі базуються фронтові бомбардувальники Су-24, Су-24М, Су-34.

## Російсько-українська війна
Під час російського вторгнення в Україну на аеродромі базувалось понад 30 бомбардувальників Су-34.
За словами місцевого губернатора, неподалік аеродрому 25 травня 2023 року була збита українська ракета.
Вночі проти 17 грудня 2023 року по аеродрому було завдано удару БПЛА, щонайменше один літак отримав ушкодження.
Вночі проти 5 квітня 2024 року по аеродрому було завдано удар БПЛА. В ЗМІ заявляли про знищення щонайменше 6 літаків, і пошкодження ще 8 літаків, а також поранення або ліквідацію 20 російських солдатів.
Вночі проти 14 червня 2024 року Україна атакувала летовище щонайменше 70 дронами.
Вночі проти 3 серпня 2024 року Україна уразила летовище, було знищено штурмовик Су-25.